# Faithful
Faithful  es una comedia estadounidense de 1996. Última cinta dirigida por Paul Mazursky antes de su muerte, es protagonizada por Cher, Chazz Palminteri y Ryan O'Neal. Palminteri escribió el guion basándose en su obra teatral homónima. Faithful cuenta la historia de una mujer, su esposo y un asesino. La cinta fue etrenada en el marco de 46° Festival de Cine de Berlín.

## Argumento
En su vigésimo -20°- aniversario de bodas, Maggie recibe un collar de diamantes de su esposo, Jack, quien también contrata a un asesino para matarla. El verdugo, quien viajó desde Connecticut para realizar su cometido, empieza a apegarse a Maggie, complicando aún más la situación.

## Reparto
- Cher como Margaret.
- Chazz Palminteri como Tony.
- Ryan O'Neal como Jack Connor.
- Paul Mazursky como el doctor Susskind.
- Amber Smith como Debbie.
- Elisa Leonetti como Maria.
- Mark Nassar como el novio de Maria.
- David Marino como Pequeño Tony.
- Steven Randazzo como el padre de Tony.
- Olinda Turturro como la madre de Tony.
- Max Norat como vendedor en la joyería.